# Akseltorv
Akseltorvet kendes i en række danske købsteder. 
Akseltorv kommer af navnet vognaksel, og Akseltorv betyder noget i retning af "stedet hvor varer sælges fra vogn".
Borgerne (Købmændene) i en købstad havde indtil indførelse af Næringsfrihed i 1854 monopol på handel, dog havde bønderne ret til på visse dage og tider (torvedag) at trække vogne med varer ind til byens "akseltorv" og der sælge deres egne mere eller mindre forarbejdede varer. varer som fx: æg, smør, ost, frugt og grønsager, etc. 
I mange byer hedder torvet i dag noget andet, se Axeltorv for en samlet oversigt. 